# Lyon County (Minnesota)
Das Lyon County ist ein County im Südwesten des US-amerikanischen Bundesstaates Minnesota. Im Jahr 2020 hatte das County 25.269 Einwohner und eine Bevölkerungsdichte von 13,7 Einwohnern pro Quadratkilometer. Der Verwaltungssitz (County Seat) ist Marshall.

## Geografie
Das County liegt im Südwesten von Minnesota und ist im Westen etwa 35 km von South Dakota entfernt. Es hat eine Fläche von 1869 Quadratkilometern, wovon 19 Quadratkilometer Wasserfläche sind. An das Lyon County grenzen folgende Nachbarcountys:
|                  | Yellow Medicine County |                |
| Lincoln County   |                        | Redwood County |
| Pipestone County | Murray County          |                |

## Geschichte

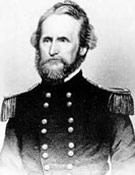
N. Lyon

Das Lyon County wurde am 2. November 1869 aus Teilen des Redwood County gebildet. Benannt wurde es nach Nathaniel Lyon (1818–1861), dem ersten General des Unionsheeres, der im Amerikanischen Bürgerkrieg getötet wurde.

## Demografische Daten

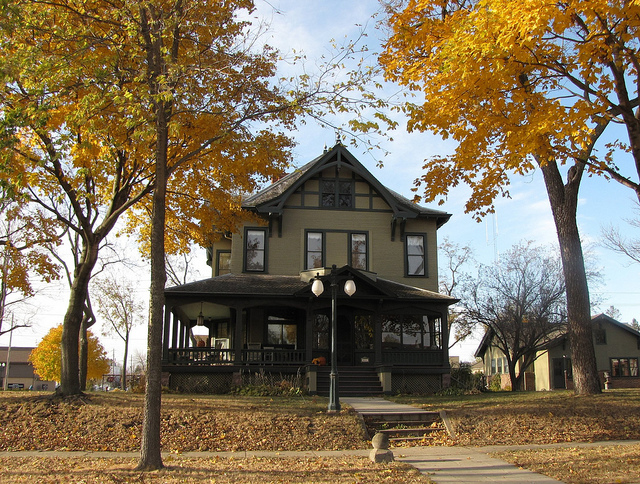
Das William F. Gieseke House, gelistet im NRHP

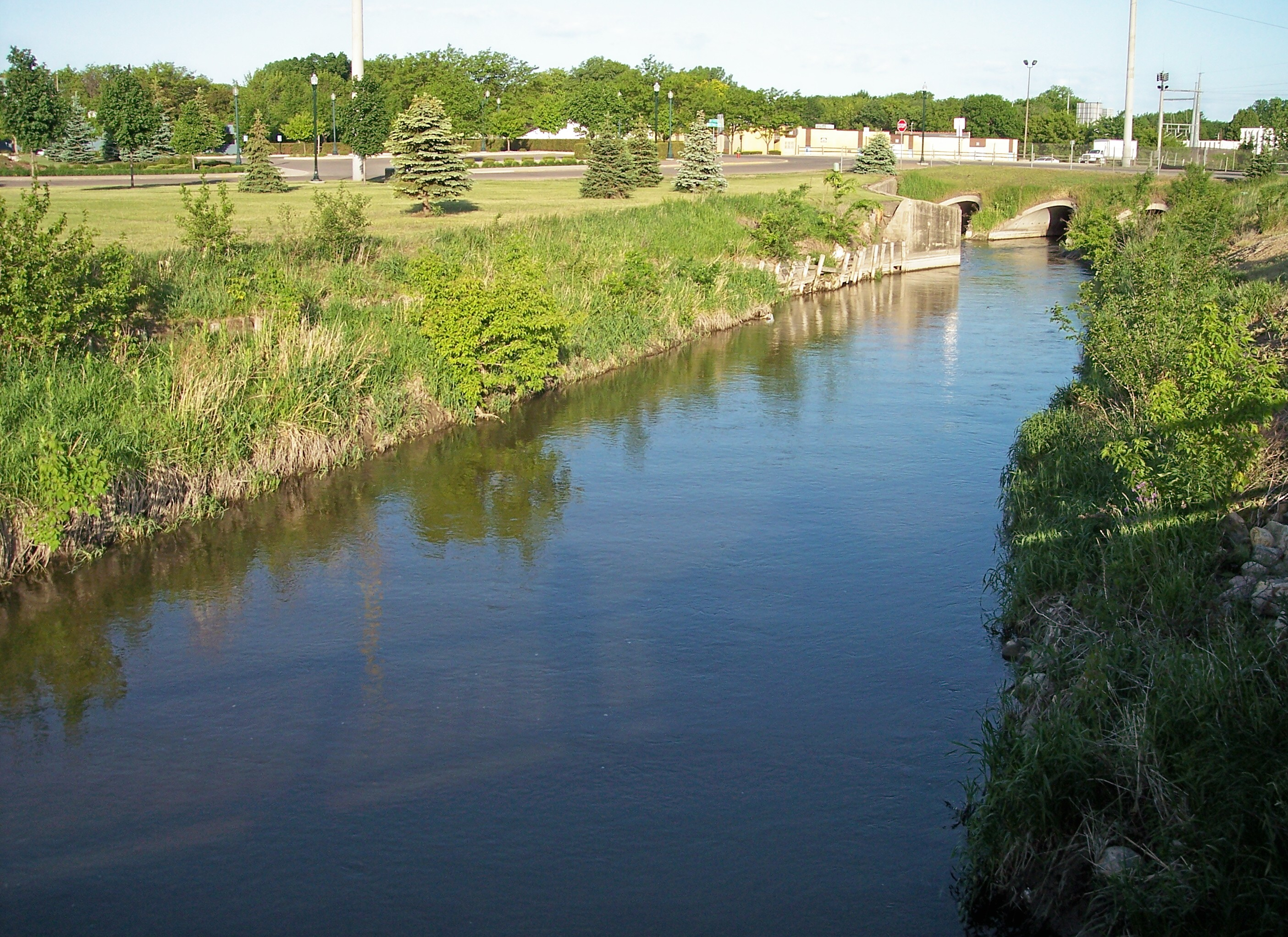
Der Redwood River nahe Marshall

Nach der Volkszählung im Jahr 2010 lebten im Lyon County 25.857 Menschen in 10.174 Haushalten. Die Bevölkerungsdichte betrug 14 Einwohner pro Quadratkilometer. In den 10.174 Haushalten lebten statistisch gesehen je 2,4 Personen.
Ethnisch betrachtet setzte sich die Bevölkerung zusammen aus 92,6 Prozent Weißen, 2,5 Prozent Afroamerikanern, 0,6 Prozent amerikanischen Ureinwohnern, 2,7 Prozent Asiaten, 0,1 Prozent Polynesiern sowie aus anderen ethnischen Gruppen; 1,5 Prozent stammten von zwei oder mehr Ethnien ab. Unabhängig von der ethnischen Zugehörigkeit waren 6,0 Prozent der Bevölkerung spanischer oder lateinamerikanischer Abstammung.
24,1 Prozent der Bevölkerung waren unter 18 Jahre alt, 62,2 Prozent waren zwischen 18 und 64 und 13,7 Prozent waren 65 Jahre oder älter. 50,3 Prozent der Bevölkerung war weiblich.

Das jährliche Durchschnittseinkommen eines Haushalts lag bei 47.254 USD. Das Pro-Kopf-Einkommen betrug 24.125 USD. 13,1 Prozent der Einwohner lebten unterhalb der Armutsgrenze.

## Ortschaften im Lyon County
Citys
| - Balaton - Cottonwood - Florence - Garvin | - Ghent - Lynd - Marshall - Minneota | - Russell - Taunton - Tracy |

Unincorporated Communities
- Amiret
- Green Valley

## Gliederung
Das Lyon County ist neben den elf Citys in 20 Townships eingeteilt:
| Township               | Einwohner (2010) | FIPS     |
| ---------------------- | ---------------- | -------- |
| Amiret Township        | 245              | 27-01432 |
| Clifton Township       | 249              | 27-11926 |
| Coon Creek Township    | 244              | 27-13078 |
| Custer Township        | 203              | 27-14392 |
| Eidsvold Township      | 236              | 27-18332 |
| Fairview Township      | 394              | 27-20384 |
| Grandview Township     | 288              | 27-25154 |
| Island Lake Township   | 175              | 27-31400 |
| Lake Marshall Township | 568              | 27-34712 |
| Lucas Township         | 246              | 27-38438 |

| Township            | Einwohner (2010) | FIPS     |
| ------------------- | ---------------- | -------- |
| Lynd Township       | 423              | 27-38726 |
| Lyons Township      | 199              | 27-38834 |
| Monroe Township     | 202              | 27-43666 |
| Nordland Township   | 213              | 27-46564 |
| Rock Lake Township  | 265              | 27-55042 |
| Shelburne Township  | 178              | 27-59440 |
| Sodus Township      | 283              | 27-61042 |
| Stanley Township    | 238              | 27-62392 |
| Vallers Township    | 214              | 27-66496 |
| Westerheim Township | 235              | 27-69412 |